# Valdepeñas (Ciudad Real)
Valdepeñas es un municipio y una ciudad española de la provincia de Ciudad Real, en la comunidad autónoma de Castilla-La Mancha. El término municipal, cuya población asciende a 30 617 habitantes (INE 2024), incluye, además del núcleo urbano principal homónimo, los barrios de Consolación y El Peral.
Es cabeza de un partido judicial que agrupa a otros seis municipios. Posee los títulos de: Muy Heroica, Muy Leal e Invicta, y de ciudad, además del popular sobrenombre de «Ciudad del Vino».

## Toponimia
Etimológicamente su nombre significa valle de peñas, por estar situada en un amplio meandro del río Jabalón rodeado de cerros (estribaciones de Sierra Morena que marcan el límite sur de la llanura manchega justo en esta localidad) y por abundar en su subsuelo la roca caliza.

## Símbolos
El escudo heráldico que representa al municipio fue aprobado oficialmente el 7 de marzo de 1995, para sustituir al diseñado por el historiador Eusebio Vasco que databa al menos de 1910. Posee el siguiente blasón:

«Escudo partido: 1.º, de plata, una cruz de calatrava; 2.º, jaquelado de plata y sable. Bordura de gules cargada de aspas de oro. Entado en punta de gules, un tonel de oro. Se timbra con la corona real española.»
Diario Oficial de Castilla-La Mancha nº 12 de 17 de marzo de 1995

## Geografía

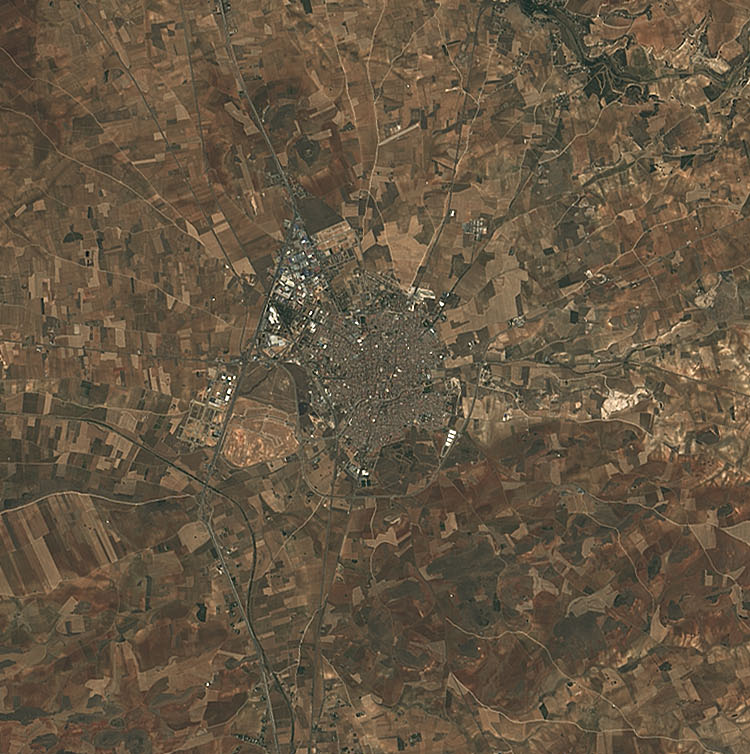
Vista satelital de Valdepeñas

Valdepeñas está ubicado en el centro-sur de España, y en el sureste de la provincia de Ciudad Real. La naturaleza de su territorio está influida con las otras comarcas. La mancomunidad se encuentra en la gran comarca de La Mancha; y a su alrededor están las comarcas de Campo de  Montiel (oeste), Campo de Calatrava (este) y Sierra Morena (sur). La ciudad tiene un suelo bastante llano y se alza a 705 metros sobre el nivel del mar. En su territorio se alzan algunos cerros y sierras, como la Sierra Prieta (903 m), la Sierra de Siles (840 m) y la Sierra del Peral (963 m). La zona norte de la ciudad contiene el gran Acuífero 23, que cruza el norte del núcleo urbano de Valdepeñas. Cerca de la ciudad pasa el río Jabalón, ubicado en el sur del municipio.
La autovía del Sur cruza de norte a sur el término municipal entre los pK 181 y 211.
| Noroeste: Manzanares           | Norte: Manzanares, Membrilla | Nordeste: Membrilla                                      |
| Oeste: Moral de Calatrava      |                              | Este: San Carlos del Valle, Alhambra y Montiel (exclave) |
| Suroeste: Santa Cruz de Mudela | Sur: Torrenueva              | Sureste: Torre de Juan Abad                              |

En Valdepeñas los cultivos mayoritarios son la vid y el olivo, siendo la primera de gran importancia para la economía local. El vino de Valdepeñas cuenta con denominación de origen propia, regulada por la Asociación Interprofesional de la D.O. Valdepeñas, siendo sus caldos exportados a todo el mundo. Asimismo la localidad es sede del Consejo Regulador del Queso Manchego, dada la importancia de las explotaciones ovinas de la zona y la producción de este afamado queso.
En el noroeste del extenso territorio de Valdepeñas se encuentra la sierra de Siles, la única zona volcánica de Valdepeñas, a pesar de su cercanía con Campo de Calatrava. Esta zona de Valdepeñas está cubierta por monte natural: encinas, jaras y carrascas. Al sur, se encuentra la zona de Los Cerillos, en la que se construyó el embalse de La Cabezuela, que suministra de agua a Valdepeñas. Está ubicado en el extremo sudeste de la mancomunidad y está declarado Refugio de Fauna, único espacio protegido de la localidad.
Además, la ciudad también tiene dos pequeños barrios: el de El Peral y Consolación. El de Consolación, ubicado a 11 km de distancia en la A-4 dirección a Madrid km 185,  a 7 km por la carretera de La Solana, se fundó en la década de 1940 como núcleo de colonización de tierras de labranza. Las casas de los Baños del Peral están ubicadas en la zona noreste de la ciudad, a 6 km, junto a la carretera de La Solana. El Peral es una zona rústica que se desarrolló en torno a una fuente de aguas ferruginosas. En el siglo XIX se fundó en ese valle un balneario que hoy ocupa el Centro de Interpretación del Agua. A finales de 2021, y realizando unas excavaciones para la construcción de una glorieta, se descubrió un yacimiento romano de la que sería, en su época, una de las mayores bodegas de la Hispania romana.
Valdepeñas es cabeza de un partido judicial que incluye los municipios de Moral de Calatrava, Santa Cruz de Mudela, Viso del Marqués, Torrenueva, Castellar de Santiago y Almuradiel.

### Clima
El clima de la localidad valdepeñera es un clima mediterráneo continental con inviernos fríos y veranos muy calurosos. Su altitud de 705 m sobre el nivel del mar y su orografía le sumerge dentro de una fuerte oscilación térmica anual, con bajas temperaturas invernales y veranos calurosos.
En invierno las temperaturas máximas son desde los 10 a 13 grados, las mínimas de media desde 0 a 2 grados, en ocasiones bajan por debajo de 5 bajo cero. Las precipitaciones medias en invierno son de 20 a 30 litros al mes, menos de 100 litros. Las precipitaciones suelen caer en forma de agua, pero en ocasiones alrededor de 3 días puede nevar, cuando nieva lo hace copiosamente llegando a alcanzar en el centro de la ciudad desde 5 a 10 cm y desde 7 a 15 en las afueras si llega a cuajar, muchas veces no cuaja.
En verano las temperaturas máximas sobrepasan los 30 a 35 grados, alcanzando los 40, las mínimas tienen una media desde 15 a 20 grados. Las precipitaciones son muy esporádicas o no suelen aparecer, pero pocas veces aparecen grandes tormentas o pasan cerca de la ciudad, unos 30 litros de media.
En otoño y primavera las temperaturas máximas suelen ser desde 20 a 15 grados, en ocasiones los meses más cercanos al verano llegan a alcanzar más de 30 grados, las mínimas suelen ser de media desde 4 a 7 grados, en ocasiones por debajo de cero. Las precipitaciones son mayores que en otras estaciones, con una media de 45 litros en cada mes, algunos meses pueden ser un poco secos y en otras ocasiones llegan a registrarse incluso más de 100 litros que fue lo alcanzado en abril de 2013.

## Demografía
Valdepeñas cuenta con una población de 30 617 habitantes (INE 2024).
| Gráfica de evolución demográfica de Valdepeñas entre 1842 y 2021                                                    |
| |
| Población de derecho según los censos de población del INE Población de hecho según los censos de población del INE |

Valdepeñas posee una población muy variada, con unas 28 000 personas de nacionalidad española y unos 4000 extranjeros. Durante 1930-1940, Valdepeñas sufre un boom de nacimientos, situándola con casi igual número de habitantes que tiene actualmente. Sin embargo, a partir de la década de los 1950 hasta finales de 1990, Valdepeñas experimentó un cambio muy bajo de sus habitantes, situándose en 1950 con casi los mismos habitantes que en 1998. Este "estancamiento de población" fue debido a la paralización de la industria del vino de Valdepeñas debido a la guerra civil española, haciendo que mucha gente emigrara a otras ciudades. Sin embargo, a partir de los años 2000, la población ha ido aumentado cada año un poco más, y actualmente cuenta con más de 30 000 habitantes, experimentando unas de las tasas de crecimiento más altas de la región y la comunidad autónoma.

## Historia

### Prehistoria
En su término municipal se encuentran múltiples restos prehistóricos, como plataformas y torres de vigilancia situadas en los montes próximos, y levantadas por pobladores del Bronce Pleno a fines a la Cultura de las Motillas, datadas entre los siglos XX a. C. y XIII a. C. Estas estructuras fueron descritas erróneamente por Vasco Merlo en su Historia de Valdepeñas como castros celtíberos, siendo, no obstante, muy anteriores a estos, y aun contemporáneos de la cultura de El Argar.

### Historia antigua

#### Periodo ibérico

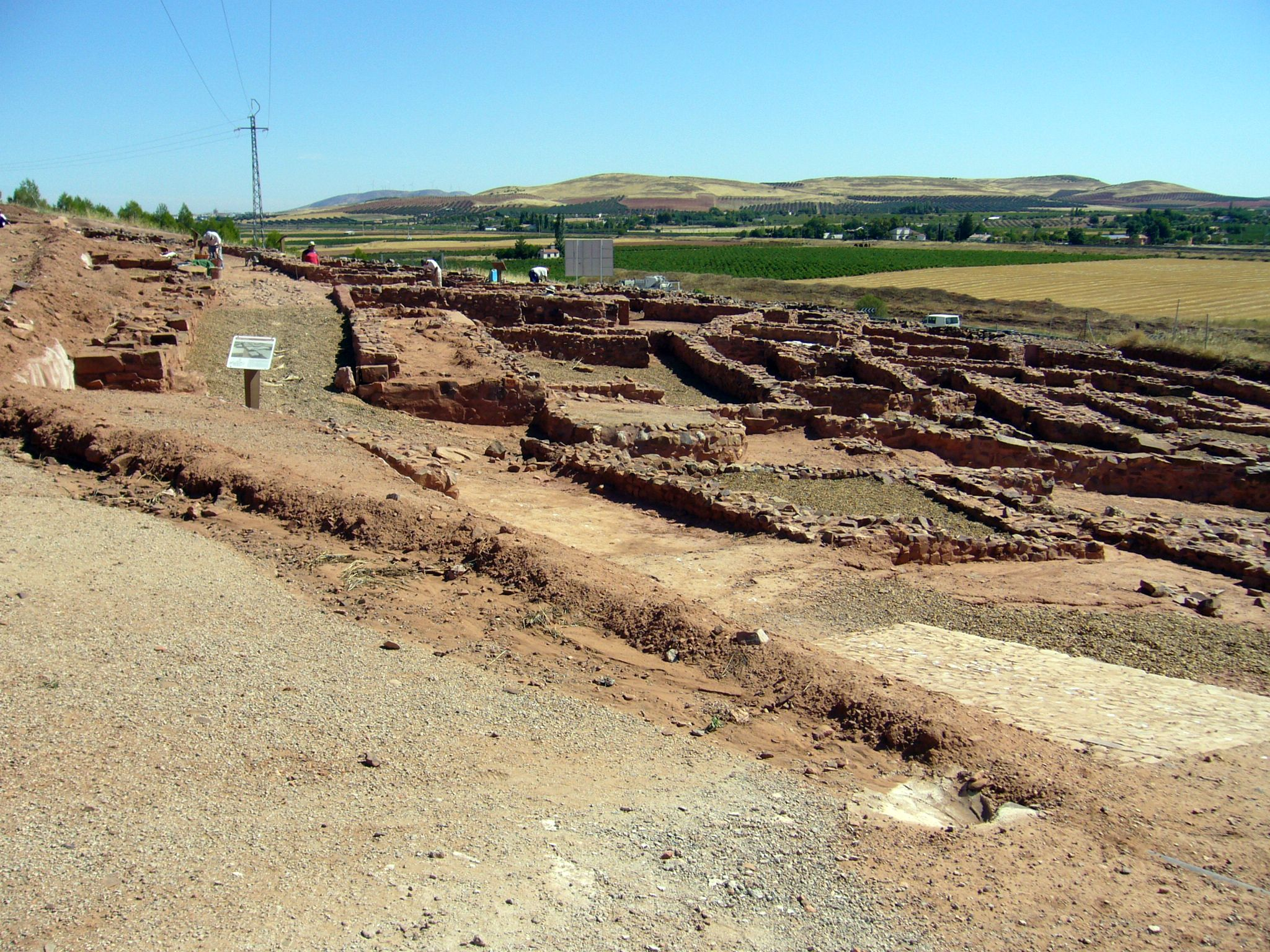
Poblado ibérico del Cerro de las Cabezas

De esta época destaca el poblado ibérico del Cerro de las Cabezas, un gran oppidum o poblado fortificado perteneciente a la Oretania, con una construcción en la cumbre del cerro que los investigadores que la han estudiado nombran como acrópolis. El poblado estuvo habitado entre los siglos VII a. C. y II a. C., situado al oeste de la vega del Jabalón y de referencia obligada en los actuales manuales de historia. Es uno de los yacimientos arqueológicos más extensos de la provincia de Ciudad Real y uno de los más importantes de la cultura oretana. Se puede visitar junto con el inaugurado Centro de Interpretación. En las últimas excavaciones han aparecido restos que podrían sugerir los primeros vestigios del cultivo de la vid en estas tierras. Además se han encontrado algunos restos óseos humanos, algo poco común, ya que los oretanos incineraban a sus difuntos. Por ello y el ajuar encontrado alrededor de estos restos sospecha que fueran víctimas de algún sacrificio o ritual. Se cree que la población del cerro suponía el 1 % del total de toda la península ibérica, con alrededor de 5000 habitantes en su apogeo.
El poblado del Cerro de las Cabezas se comenzó a excavar a finales de los años 1980, a causa de las obras de construcción de la autovía A-4, aunque algunos estudiosos ya tenían cierto conocimiento de lo que allí se encontraba. Este cerro se encuentra junto a la A-4, 8 km al sur de Valdepeñas.

#### Periodo romano y visigodo
Ya en el siglo XVI, en el emplazamiento donde se construía el convento de los Trinitarios, se encontraron lápidas funerarias, monedas romanas y los cimientos de una villa romana del siglo I a. C., que persistirá en la época visigoda. También destacar el hallazgo en octubre de 2023 de una bodega romana en El Peral, que constituye un conjunto arqueológico de los siglos III y IV d. C.

### Historia medieval

#### Periodo islámico
Durante el periodo islámico la zona perteneció al Reino de Toledo, siendo de esta época los restos de muralla de una antigua fortaleza presentes en los muros de la iglesia de la Asunción, apreciándose un reloj de sol y varias inscripciones en su fachada meridional en árabe. Según Fernando Vasco Merlo, en la fachada norte o Puerta Umbría había dos lápidas con inscripciones mahometanas que rezaban:

En nombre de Dios, Piadoso Dios. Grande. Rico Dios, que hace enriquecer y también hace empobrecer. Grande. Plenísimo. Uno el Dios. Ya ha llegado la hora de la Oración, uno uno uno, el Dios Mohamed, hijo del Dios del Patriarca Abraham, el Dios de Isaac, el Dios de Jacob, el Dios de David y su hijo Salomón, que sea siempre valiente la espada en contra del enemigo y haga destruir... y valga la verdadera ley de Mahoma. Quien es moro, es menester conforme lo manda la ley, de ir a la guerra de edad de catorce años hasta los cincuenta.

De la segunda solo se pudieron leer estas tres palabras Unidos, Juntos, Moriremos. Según la tradición oral, los moradores de estas tierras obtuvieron una bula del Califato por la que se les autorizaba al cultivo de la viña y la manipulación del vino, que estaba prohibido por el Corán (Antonio Brotons). Los moriscos abandonarían Valdepeñas por el decreto de expulsión que se dictó en el siglo XVI.

#### Reconquista y Orden de Calatrava

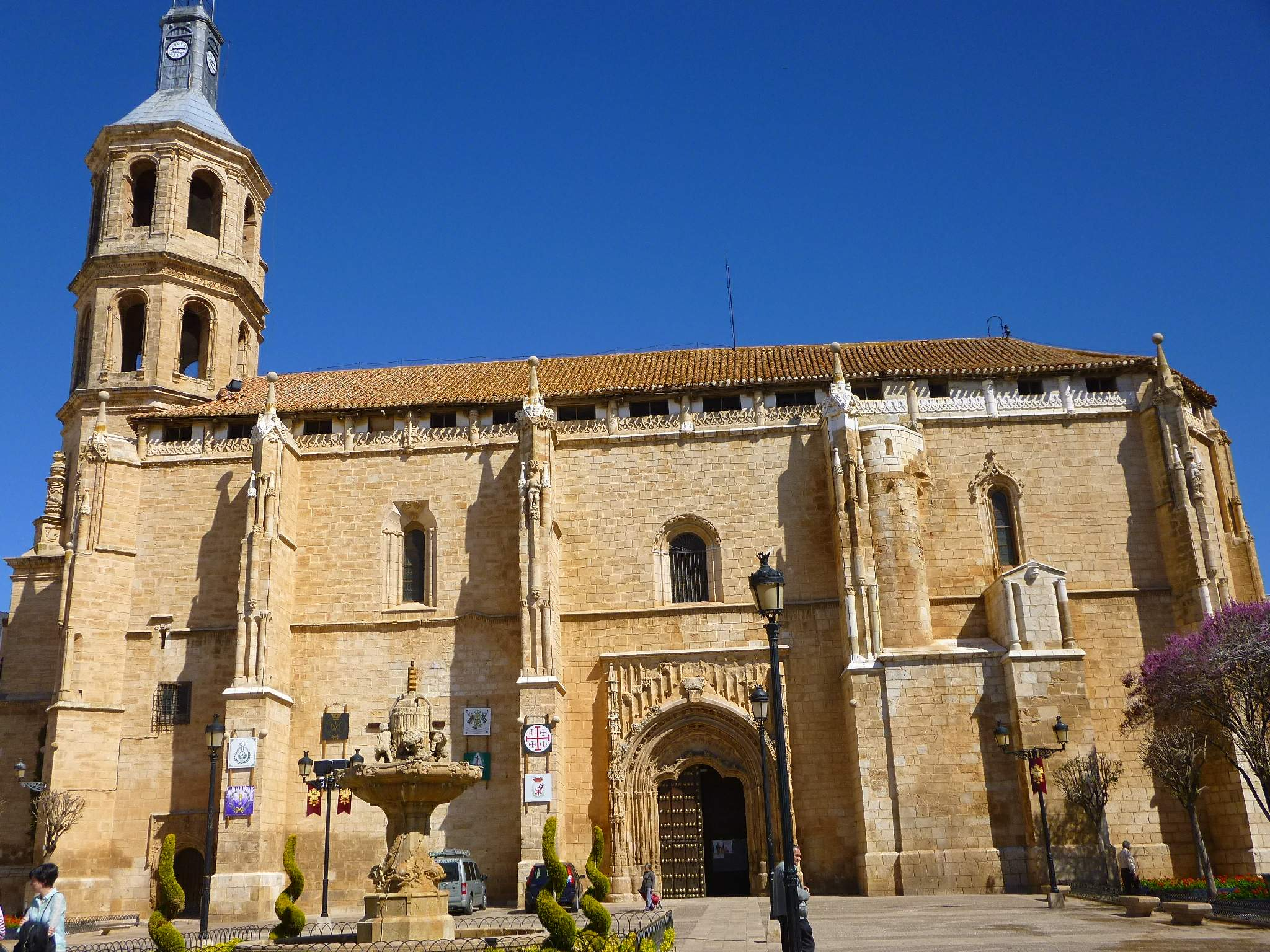
Iglesia parroquial la Asunción de Nuestra Señora

Alrededor de la actual iglesia de la Asunción –antigua fortaleza– se fundaría la villa de Valdepeñas por decisión de la reina Berenguela de Castilla tras la batalla de Las Navas de Tolosa, agrupando a los pobladores de varias aldeas cercanas: Aberturas, Corral Rubio de Jabalón, Santa María de las Flores y Castilnuevo, de las cuales aún se conserva memoria en varios topónimos.
El primer texto en el que se menciona la población como tal se encuentra en los archivos de la Orden de Calatrava en 1243, citando al comendador de Valdepeñas. Desde ese momento Valdepeñas perteneció a la Orden de Calatrava, la cual, a los nuevos pobladores procedentes de los reinos de Castilla, León (Galicia, principalmente) y Aragón, en estas tierras reconquistadas exigía como condición para su establecimiento y derecho de ciudadanía continuar con el cuidado de la vid, que había pervivido durante la época musulmana. Valdepeñas continuó extendiendo los viñedos en gran medida y creciendo como próspera villa. La villa sirvió de línea de separación de dos grandes órdenes militares: la de Calatrava y la de Santiago, hoy comarcas de Campo de Calatrava y Campo de Montiel.
De estos siglos y posteriores es la Iglesia la Asunción de Nuestra Señora, declarada monumento nacional, y en la que encontramos desde un estilo gótico primitivo del siglo XIII hasta el denominado estilo cisneros, en sus sucesivas reformas y adaptaciones.
En esta época medieval cabe destacar la presencia de una comunidad judía, como prueba la existencia de al menos dos sinagogas, una podría ser la convertida con el tiempo en ermita (el actual auditorio municipal Inés Ibáñez Braña) y la otra sería el edificio antiguo donde se encontraba la parroquia del Cristo, detrás de su emplazamiento actual. Actualmente las calles de Valdepeñas convergen en torno a la antigua fortaleza (hoy iglesia) situada en el centro de la villa, y se muestran alineadas y ordenadas según avanza el crecimiento de la población. Por tanto, no se corresponde con una ciudad típicamente medieval con callejas estrechas y desalineadas, ratificando la idea de su nacimiento en el siglo XIII y posterior crecimiento urbanístico.

### Historia moderna
Según Vasco Merlo, quien cita a su vez a varios historiadores y cronistas de la época, los Reyes Católicos se alojaron el día 18 de febrero de 1488 en la casa de la madre de Alonso de Merlo (ubicada en la calle Torrecilla), a su paso para la conquista de Granada. En esta casa dejaron al cuidado de la viuda a las infantas, durante parte de la campaña. El mismo Alonso de Merlo fue nombrado capitán y marchó con más de doscientos hombres para la conquista de Granada, sufragando los gastos con su hacienda. Lo que sería reconocido por los Reyes Católicos al otorgarle el título de caballero. Algunos de sus descendientes se trasladaron al Nuevo Mundo, donde llegaron a tener importantes cargos en Chile y Perú. Según un dicho popular, la reina Isabel, en uno de sus múltiples viajes hacia el sur, dio a luz en Valdepeñas a un niño, que no sobrevivió y posteriormente fue enterrado en la iglesia de la Asunción. El escudo de los Reyes Católicos, aunque no muy bien conservado, preside la puerta principal o del Sol de la iglesia.

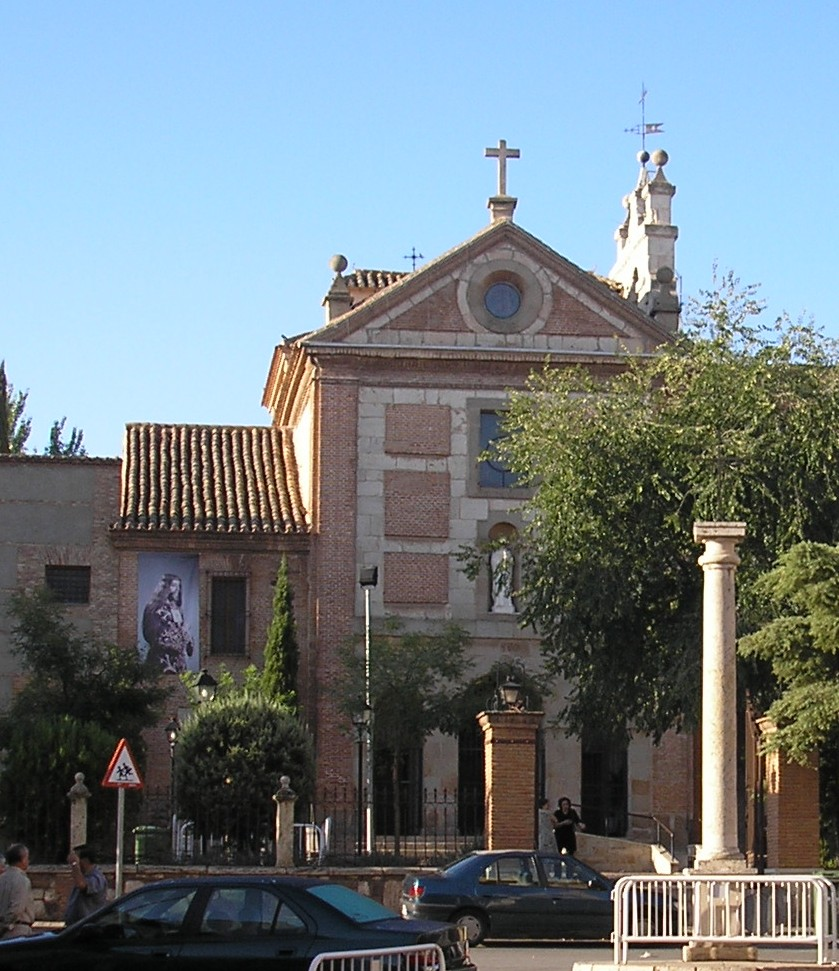
Convento de los Padres Trinitarios del

Del siglo XVI se encuentran en la actualidad diversos edificios religiosos, como el convento de los Trinitarios, con una fachada muy parecida a la del convento de la Encarnación en Madrid, así como casas señoriales de esta época. Una de ellas es la que sirve como sede de la Fundación y Museo de la Fundación Gregorio Prieto, una casona manchega del siglo XVII que perteneció a la marquesa de Linares, como indica el escudo de armas que se encuentra en su fachada. Otra de ellas, del siglo XVI, es la que alberga actualmente el museo municipal; perteneció hasta hace poco a los frailes trinitarios, fue comprada y restaurada por el consistorio para su actual utilización. También destacar la casa de la familia Vasco en la calle Real.
A partir del reinado de Fernando el Católico, los reyes pasaron a ser los grandes maestres de las órdenes militares, con el fin de controlar su poder. Por la bula del 4 de mayo de 1523, el papa Adriano VI concedió las órdenes al Reino de Castilla y León, pasando a la jurisdicción real un importante patrimonio: dos ciudades, doscientas villas (Valdepeñas entre ellas) y un centenar de aldeas, repartidas en un amplio territorio.

#### El Señorío de Valdepeñas
Para aliviar las maltrechas arcas del Estado, el rey Felipe II vendió la villa de Valdepeñas, el 22 de abril de 1575, a Álvaro de Bazán, primer marqués de Santa Cruz, por la suma de 240 000 ducados. Valdepeñas pasaría a ser un señorío segregándose de la Orden de Calatrava.
Fue la promoción que hicieron los sucesivos marqueses de los vinos de Valdepeñas lo que logra que ganen gran prestigio y se beban en la Corte española de los Austrias, extendiéndose así su fama por todo el país -especialmente un clarete de Valdepeñas que recibía el nombre de "aloque"-. Más adelante, Carlos III estipuló un aumento en vino de Valdepeñas sobre la soldada que pagaba a los artesanos que construían los edificios más nobles de la capital de España (las Puertas de Alcalá y de Toledo), como refiere, entre otros, Antonio Brotons.
Desde comienzos del siglo XVIII, con el séptimo marqués de Santa Cruz, el Señorío de Valdepeñas queda ligado a la Casa de Silva (actualmente, a la rama Silva-Bazán). Es entonces cuando se construyó un elegante palacio barroco sobre el solar de la que antaño fuera la casa del comendador (en la Plaza, donde tiene su cabecera la calle de la Virgen); aunque por desgracia, de este edificio no se conserva ningún vestigio al ser gravemente afectado (en la práctica, destruido) por el terremoto de Lisboa de 1755. En sus salones de estilo francés, además de celebrarse fiestas y banquetes, se llevaban a cabo representaciones de teatro y se reunían tertulias de ilustrados y de crítica literaria, llegando a ser Valdepeñas la verdadera sede de los marqueses, y atrayendo la villa a los más destacados miembros de la Corte y la nobleza de la época.

### Historia contemporánea

#### SigloXIX

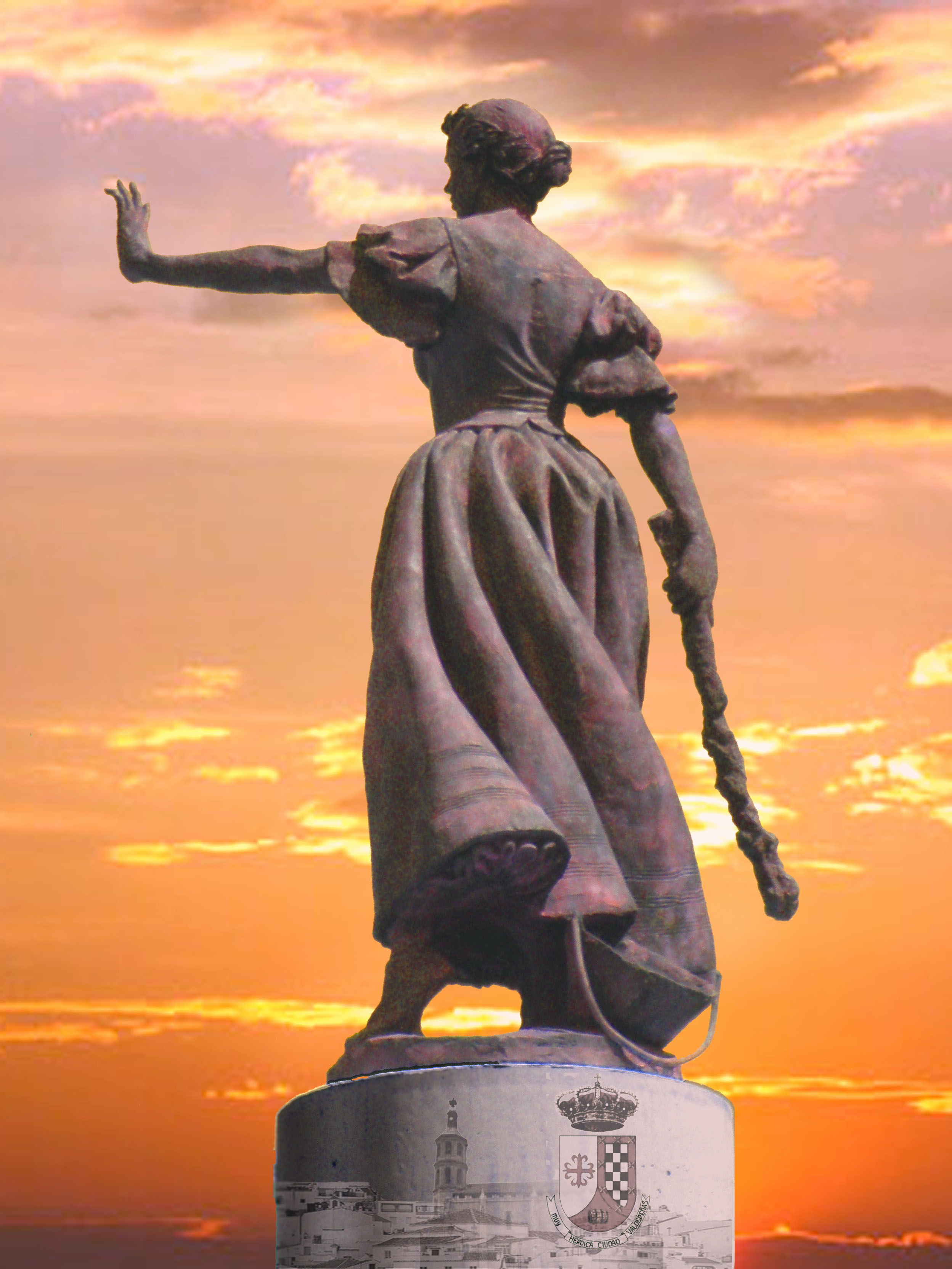
Estatua de La Galana

El 6 de junio de 1808, en plena ocupación napoleónica de España, el ejército español huyó de Valdepeñas por el inminente paso de tropas napoleónicas que se dirigían a Andalucía como refuerzos. El pueblo entero (incluidas mujeres y niños, junto con vecinos de pueblos cercanos) se alzó en armas en la Contienda de Valdepeñas, no permitiendo el paso a las tropas, consiguiendo, con un coste elevado de vidas y el incendio de parte de la villa, la retirada de los franceses de la provincia de La Mancha.

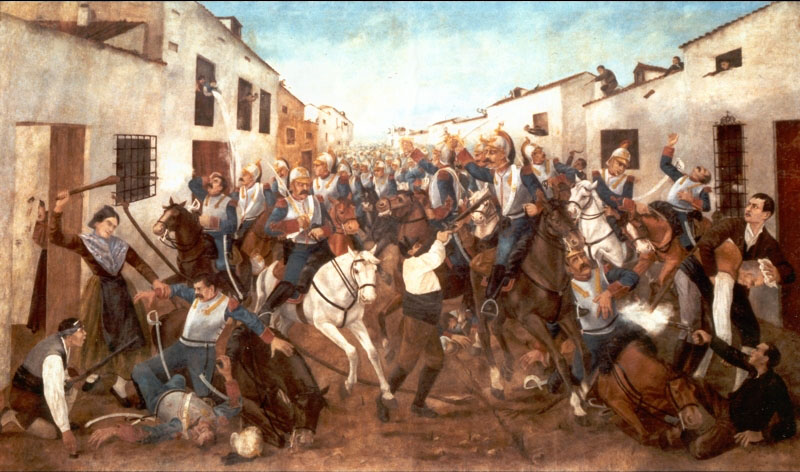
Contienda de Valdepeñas contra las tropas napoleónicas el 6 de junio de 1808

Este retraso facilitó sin duda la victoria española en la batalla de Bailén. El hecho fue recogido por Benito Pérez Galdós en sus Episodios nacionales y sirvió para que el rey Fernando VII le otorgara el título de Muy Heroica villa. Destacaron en esta guerra famosos guerrilleros de la ciudad, como Francisco Abad Moreno "Chaleco"; Juana Galán "La Galana", La Fraila o el cura Calao.
Durante este siglo XIX se ve, como el resto de España, convulsa por guerras civiles -guerras carlistas- destacando en Valdepeñas importantes intrigas entre liberales y absolutistas, además de actuaciones guerrilleras. Como consecuencia de una nueva división territorial de España en 1833 en la que se cambian la mayoría de las provincias españolas existentes en esa época por las que hoy en día existen, desaparecerá la provincia de La Mancha para dar lugar a la nueva de Ciudad Real, segregándose e incorporando distintos territorios de la primera y pasando Valdepeñas a depender administrativamente de esta última. Es de destacar los cambios de propiedad que se producen en este siglo y que afectarán tanto a Valdepeñas como al resto de la provincia con las sucesivas desamortizaciones sobre las posesiones de señoríos, mayorazgos, órdenes religiosas y militares.

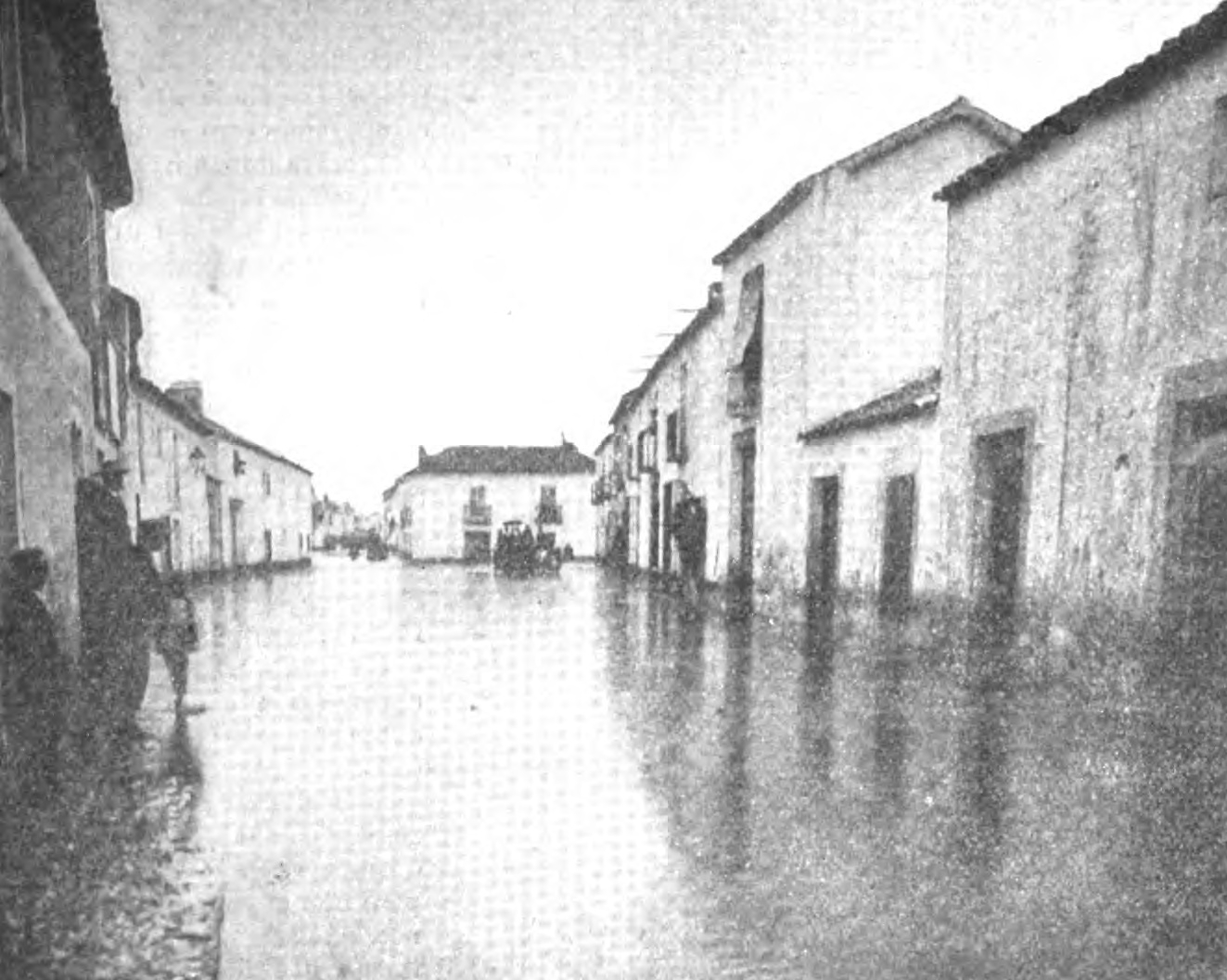
Aspecto de la calle Ancha al comenzar el descenso de las aguas tras la inundación de 1897. De fotografía de Román Prieto

A finales del siglo XIX y principios del XX, llegarán a Valdepeñas el ferrocarril, la luz eléctrica, el agua potable, posibilitando un gran desarrollo y la aparición de una burguesía emergente, que hará crecer la villa, llegando a ser la más grande de toda la provincia y duplicando en habitantes a la propia capital. En esta época se erigieron bellos palacetes y casas junto con una cuidada ordenación urbana. El ferrocarril llegó en 1862 con la construcción de la línea Manzanares-Córdoba, contando el municipio con estación propia. Varias décadas más tarde entraría en servicio el ferrocarril de Valdepeñas a Puertollano, de vía estrecha. Las vías de tren tenían terminales en ciertas casas valdepeñeras próximas a la estación de ferrocarril, para cargar y descargar vino. En 1895, la reina regente María Cristina le da el título de ciudad. En 1897 Valdepeñas sufre una terrible inundación en casas próximas al arroyo La Veguilla que causó daños en las bodegas de José Amunátegui, en la de Carmelo Vasco y Gallego y en la de Alejo Barchino, cuya bóveda se hundió.

#### SigloXX

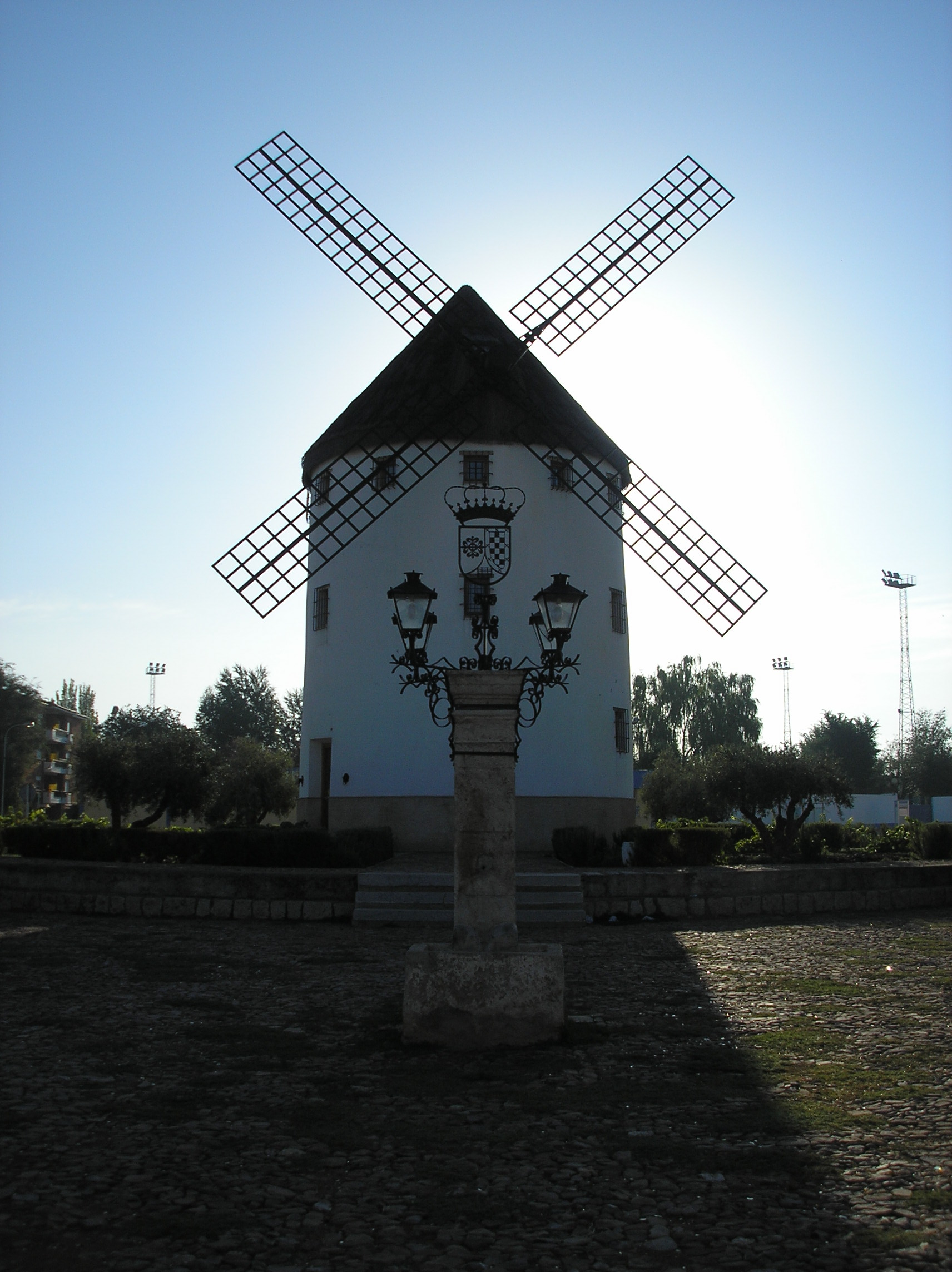
Molino Museo

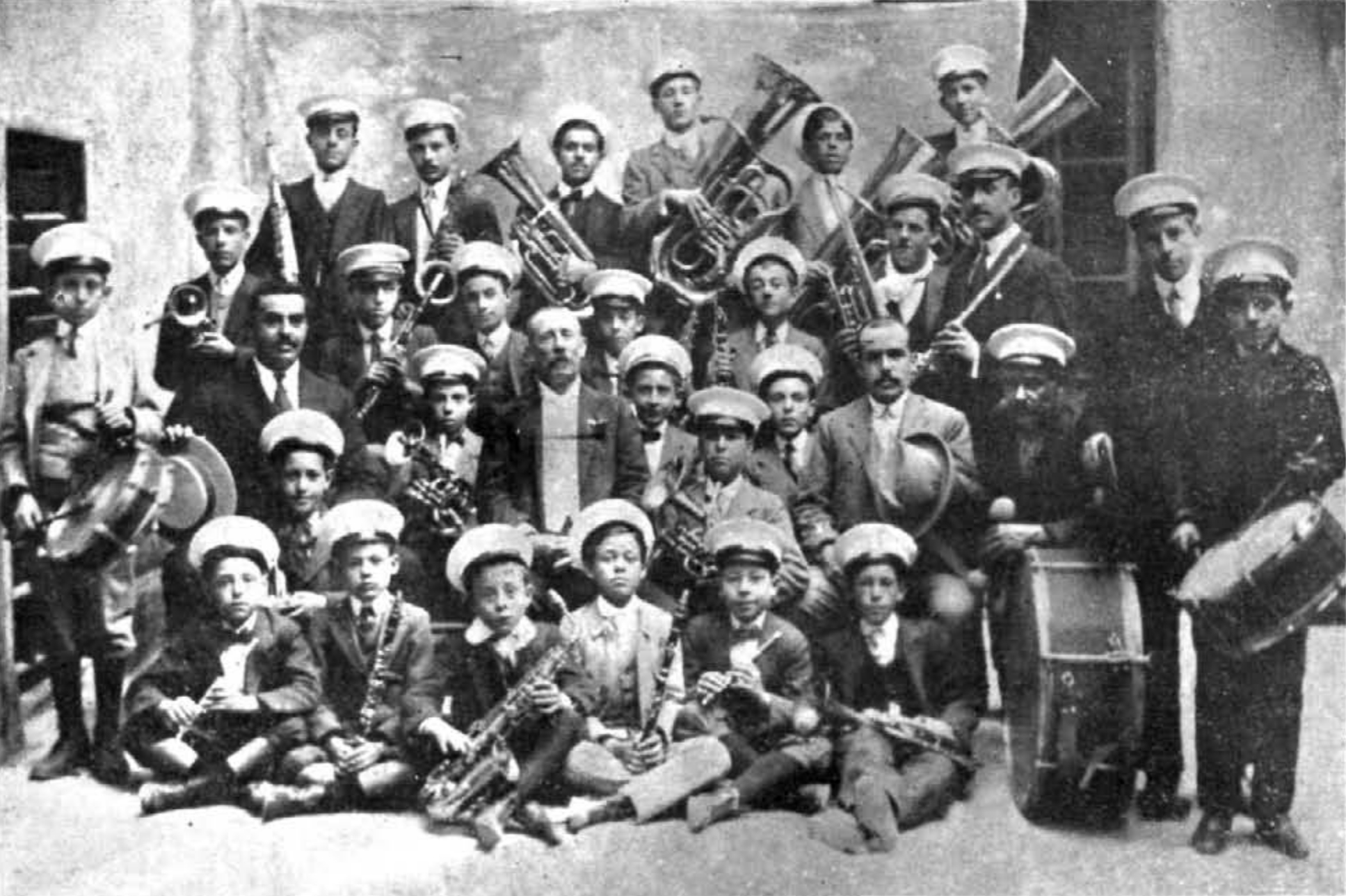
Banda municipal de Valdepeñas (Vida Manchega, 1912)

Con él se rompe este auge, coincidiendo con la guerra civil española, que dejará la ciudad paralizada en su desarrollo. Durante los años 1940, 1950, 1960 y 1970, Valdepeñas «se apea del tren del desarrollo industrial», viéndose anclada en la agricultura y la industria del vino tradicional y familiar, un fenómeno común de la España interior, a excepción de los polos industriales. Esto hará que muchos valdepeñeros emigren hacia las grandes ciudades, haciendo que su población disminuya y se estanque durante este tiempo.
En 1964 se inauguró el monumento al Ángel de la Paz, erigido en honor al Ejército español, obra de Juan de Ávalos; se situó en el cerro de las Aguzaderas, muy próximo y visible desde la carretera nacional IV, hoy autovía A-4. En la actualidad este monumento está casi totalmente destruido, por haber sido objetivo del FRAP. La obra había sido realizada en chapa de cobre repujada, sobre una armadura interior de hierro.
En 1979 Valdepeñas sufre su última gran riada (la anterior en 1892), por el desbordamiento del arroyo de La Veguilla, que cruza de este a oeste la ciudad. La destrucción de dos barrios y el fallecimiento de veintidós personas por el agua convierten este suceso en noticia nacional durante semanas. Este hecho posiblemente hiciera cambiar drásticamente la economía de Valdepeñas; marcando el fin de la antigua y fructuosa industria vinícola.
Ya en los años 1980, se lleva a cabo en Valdepeñas un intenso proceso de reconversión del sector vitivinícola. De las más de 600 bodegas tradicionales se cerrarán muchas y surgen grandes bodegas que desarrollan técnicas punteras en la elaboración del vino y nuevas formas de producción con otra manera de ver el mercado. Se pasará del vino que surte las tabernas de Madrid a la exportación internacional. Incluso se introducen variedades distintas de uva.

#### SigloXXI

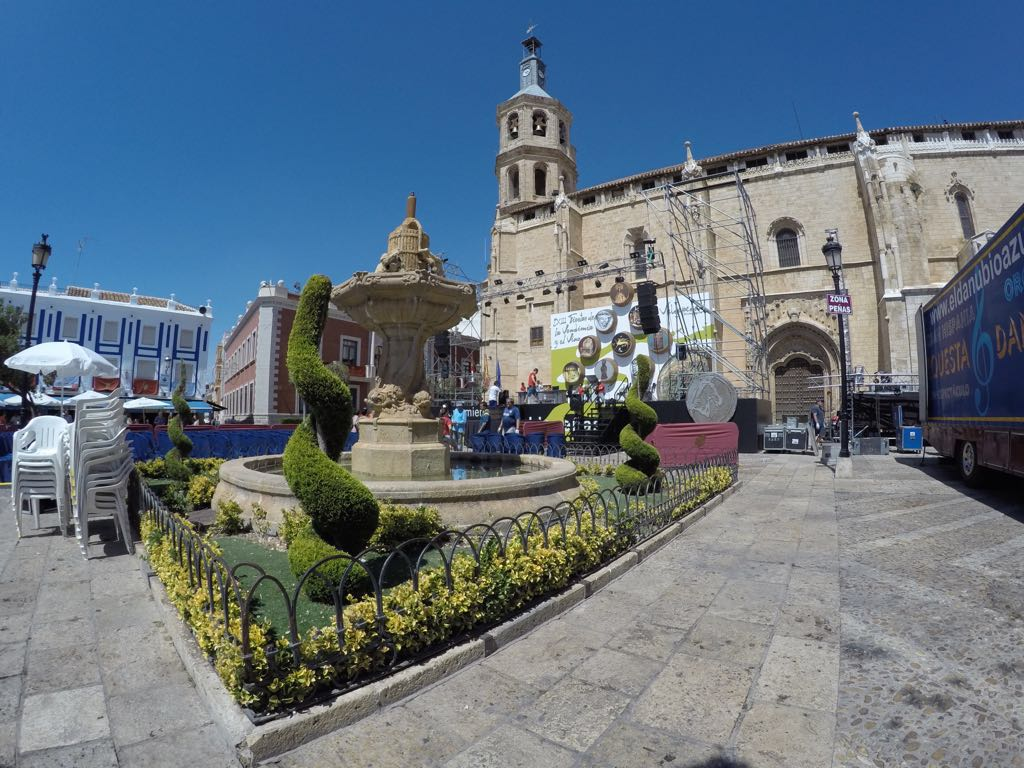
Plaza de España, fuente en primer plano y al fondo Iglesia de la Asunción

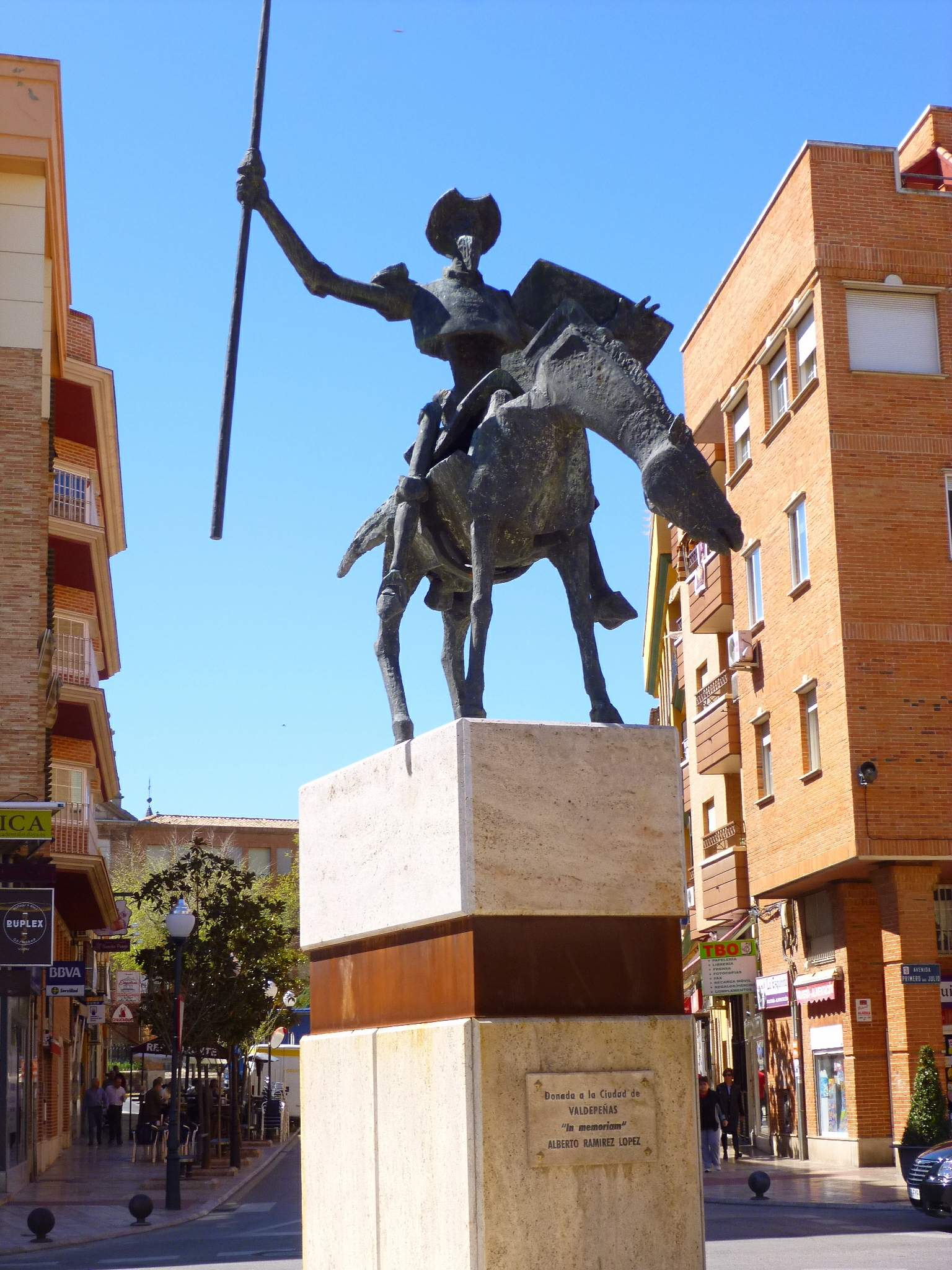
Monumento en honor a Don Quijote de La Mancha, de Venancio Blanco

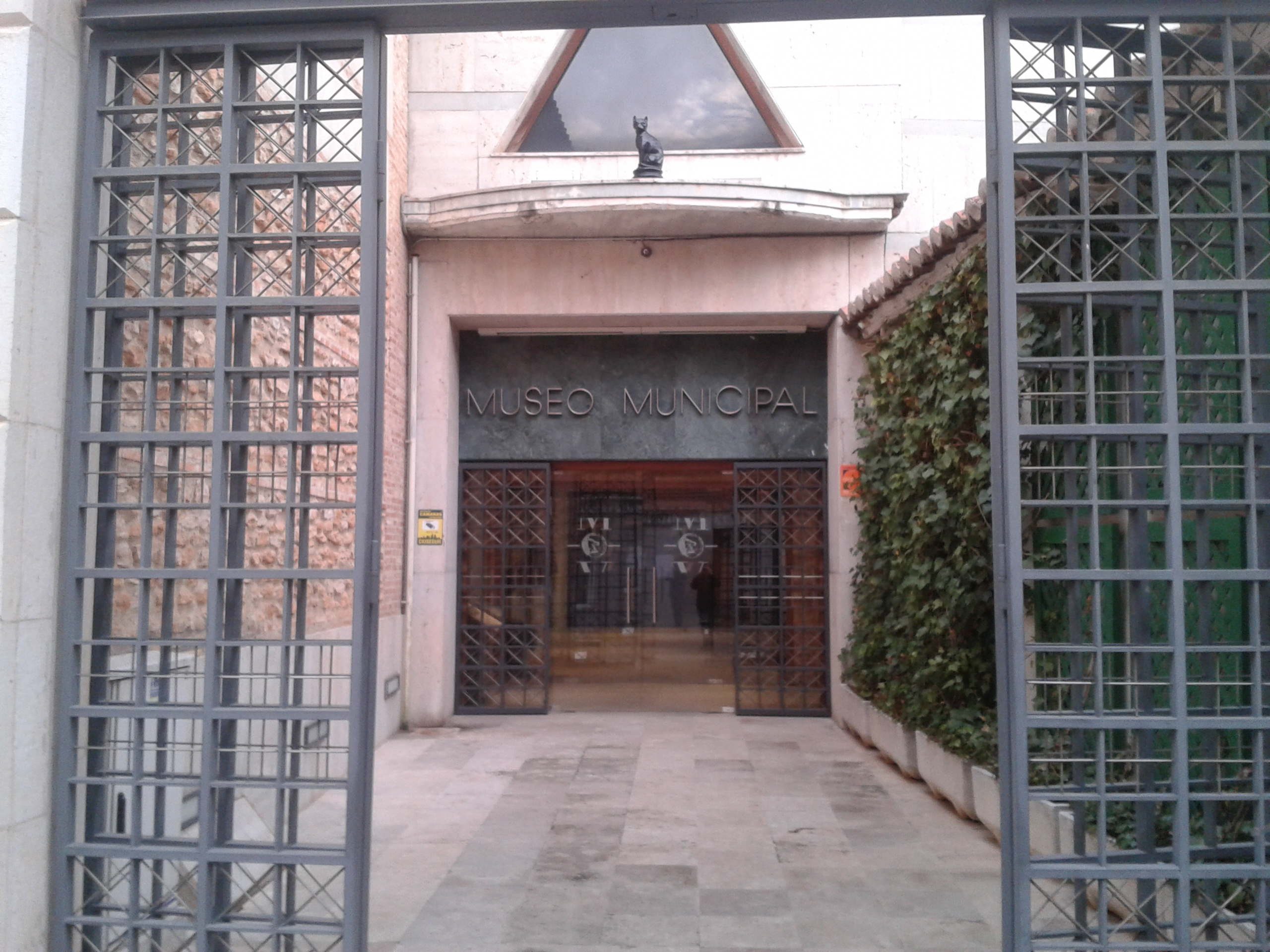
Entrada al Museo Municipal

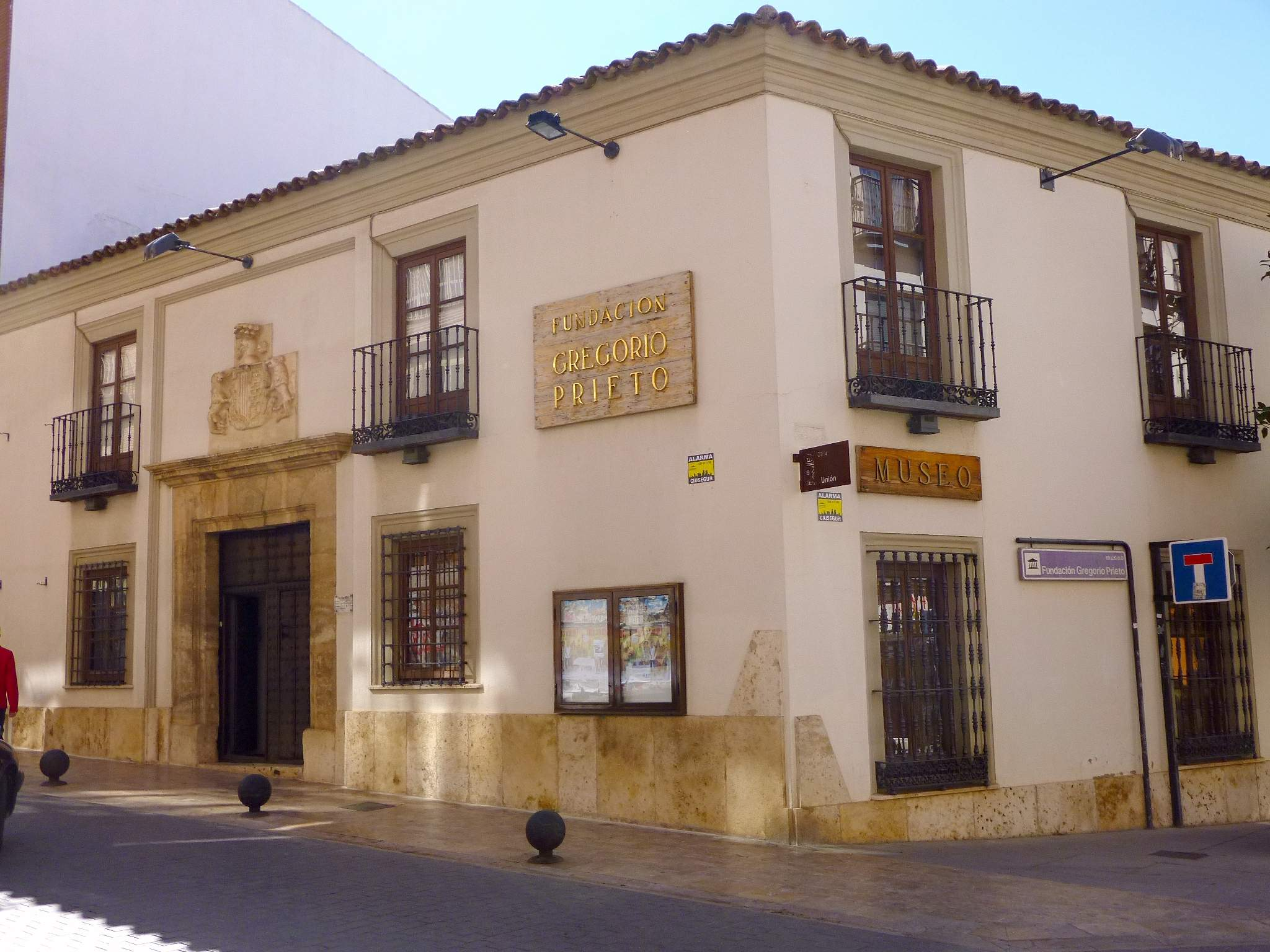
Museo Fundación Gregorio Prieto

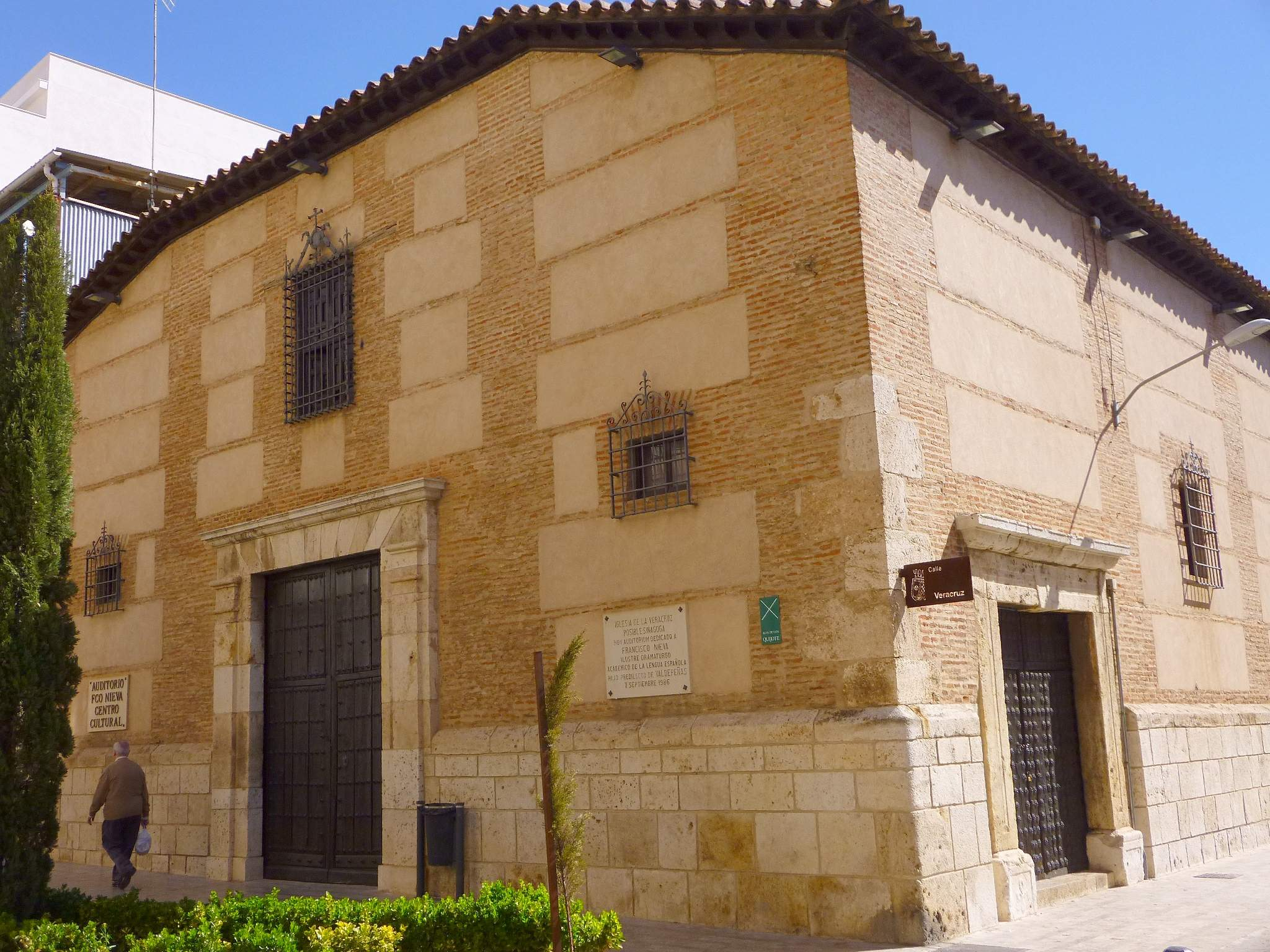
La antigua Ermita de la Veracruz, reconvertida en el Auditorio Francisco Nieva, renombrado como Auditorio Inés Ibáñez Braña en 2018

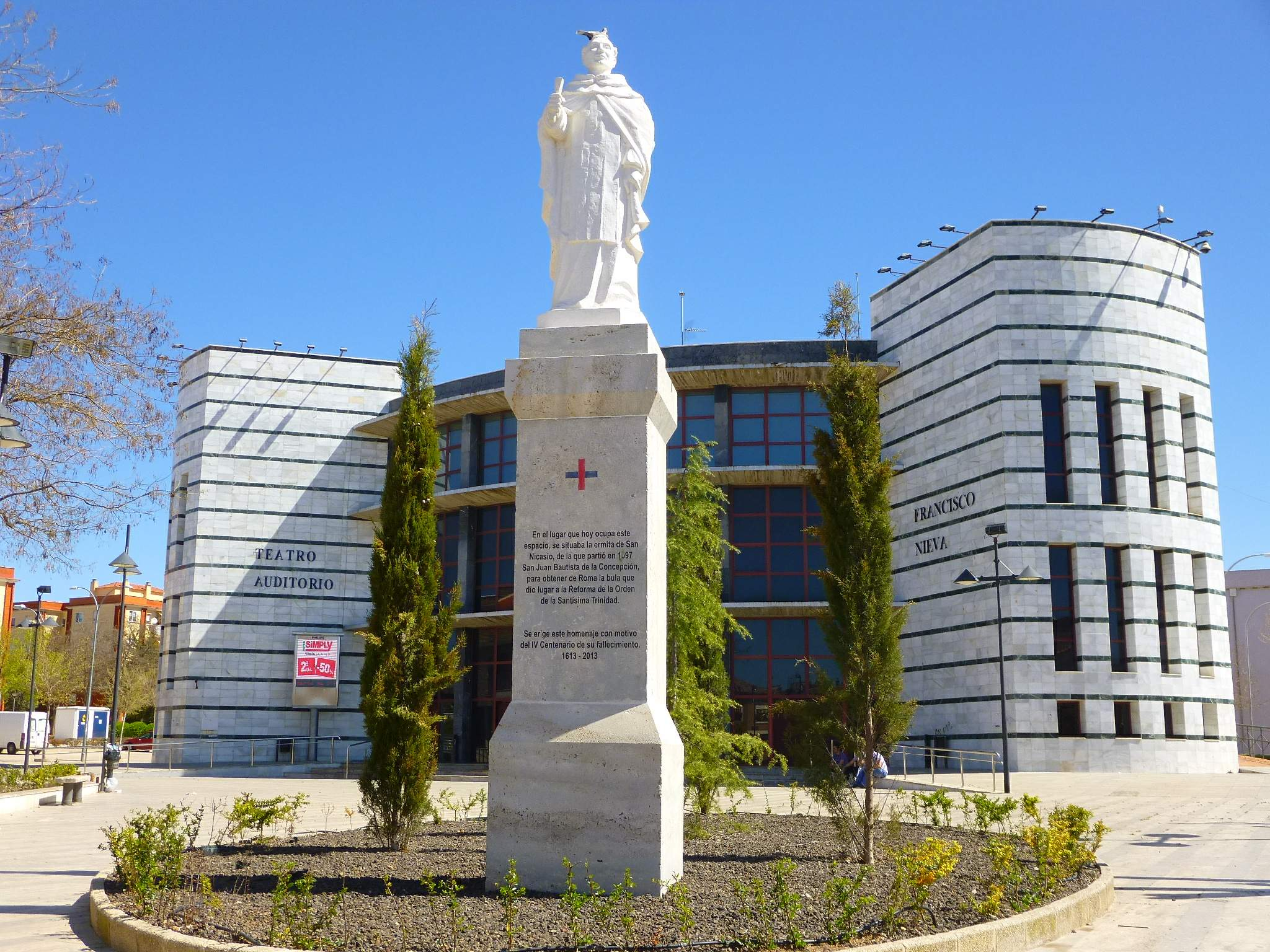
El Teatro-Auditorio Francisco Nieva, inaugurado en diciembre de 1995. En el primer plano, el monumento a San Juan Bautista de la Concepción

A partir del siglo XXI, Valdepeñas está cambiando mucho. Grandes urbanizaciones se han extendido por lo que hace un siglo era campo o zonas de cultivo. Valdepeñas está elevando su población más deprisa que nunca. Se están llevando a cabo muchas obras que sitúan a Valdepeñas como una gran ciudad.
- Tras el año 2000 se lleva a cabo una mejora del "canal" (avenida 1.º de Julio), con la construcción de zonas para caminar en el centro de la avenida y una mejora de las calles con asfalto, nuevas rotondas y nuevos aparcamientos para vehículos.
- Tras el año 2000 también comenzará la inauguración de nuevos parques infantiles (parque Amapola, Zona Forestal del Cerro de San Cristóbal, parque del Sur) para decorar la ciudad, que tenga un ambiente más verde e incrementar los parques infantiles y locales.
- Entre 2009 y 2010 se empieza la construcción del nuevo Parque Empresarial de Valdepeñas, ya que, por culpa de la crisis, muchos valdepeñeros se quedaron sin trabajo, y se prevé que con la construcción de este nuevo parque se den muchos nuevos trabajos a la población.
- En 2010, se inaugura la nueva depuradora de Valdepeñas,[14] situada cerca del embalse de la Cabezuela, con una mejora de la depuración de las aguas residuales con capacidad para 120 millones de litros de agua. Esta depuradora se empezó a construir en 2006, con el fin de liberar los malos olores de la ciudad en verano.
- En 2010 es inaugurada la nueva comisaría de policía nacional con la presencia del entonces ministro del Interior Alfredo Pérez Rubalcaba.[15]

## Administración y política

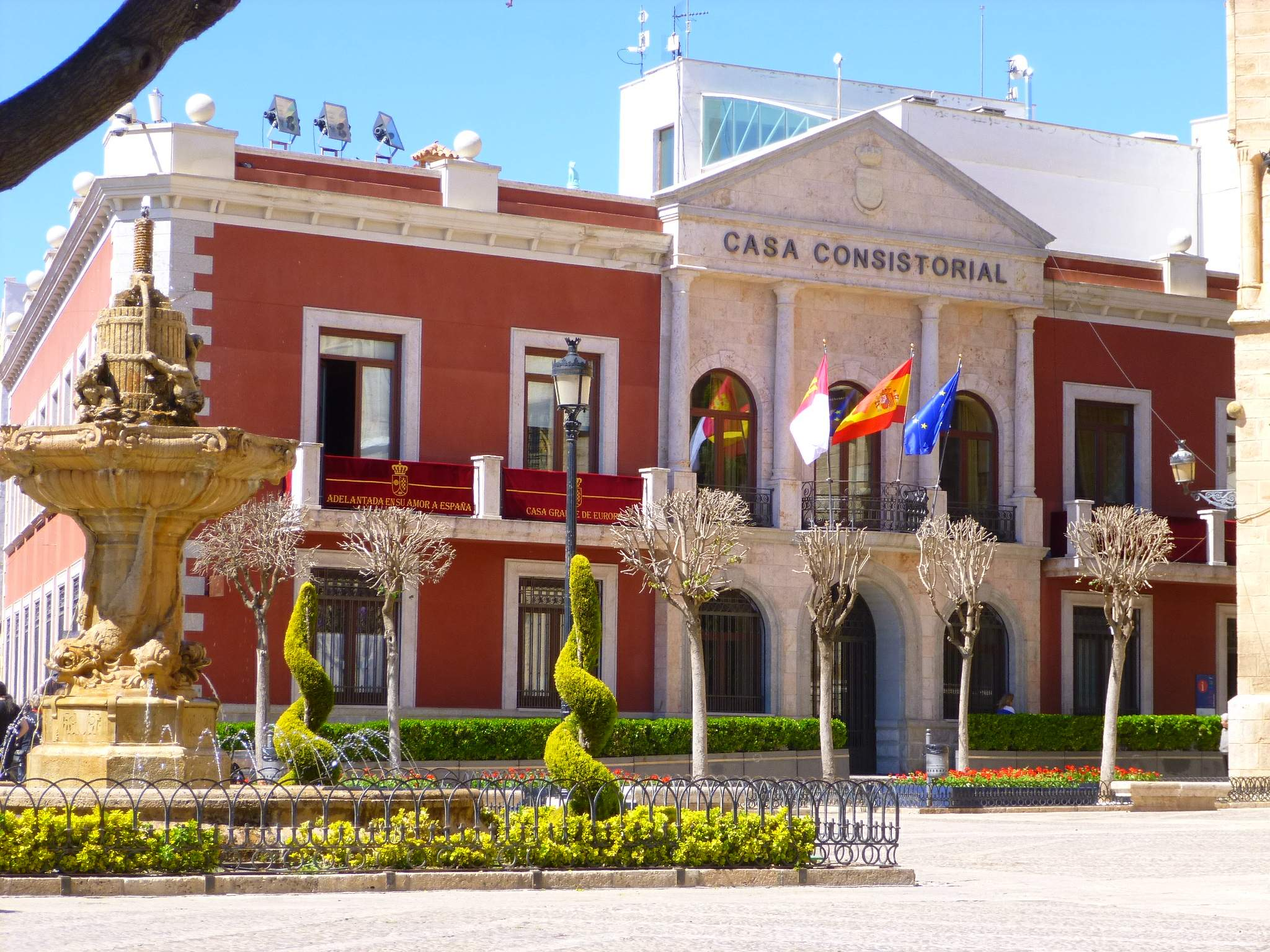
Ayuntamiento de Valdepeñas

| Periodo   | Nombre                                      | Partido | Partido                                  |
| --------- | ------------------------------------------- | ------- | ---------------------------------------- |
| 1979-1983 | Esteban López Vega                          |         | Unión de Centro Democrático (UCD)        |
| 1983-1991 | Esteban López Vega                          |         | Alianza Popular (AP)                     |
| 1991-1995 | Salvador Galán Ruiz-Poveda                  |         | Partido Socialista Obrero Español (PSOE) |
| 1995-1999 | Victoriano González de la Aleja y Saludador |         | Partido Socialista Obrero Español (PSOE) |
| 1999-2003 | Rafael Martínez del Carnero Calzada         |         | Partido Popular (PP)                     |
| 2003-act. | Jesús Martín Rodríguez                      |         | Partido Socialista Obrero Español (PSOE) |

| Partido político                          | 2023                     | 2023                     | 2023                     | 2019  | 2019  | 2019       | 2015  | 2015  | 2015       | 2011  | 2011  | 2011       | 2007  | 2007  | 2007       |
| Partido político                          | %                        | Votos                    | Concejales               | %     | Votos | Concejales | %     | Votos | Concejales | %     | Votos | Concejales | %     | Votos | Concejales |
| Partido Socialista Obrero Español (PSOE)  | 43,21                    | 6167                     | 10                       | 49,25 | 6837  | 11         | 45,24 | 6668  | 11         | 46,42 | 7312  | 11         | 64,18 | 9795  | 15         |
| Partido Popular (PP)                      | 29,84                    | 4260                     | 6                        | 19,73 | 2740  | 4          | 22,8  | 3361  | 5          | 27,72 | 4367  | 6          | 21,37 | 3261  | 5          |
| Vox                                       | 13,22                    | 1887                     | 3                        | 8,21  | 1140  | 2          | —     | —     | —          | —     | —     | —          | —     | —     | —          |
| Izquierda Unida (IU)                      | 11,95                    | 1706                     | 2                        | 8,38  | 1164  | 2          | 12,78 | 1884  | 3          | 7,54  | 1188  | 1          | 4,13  | 631   | 0          |
| Podemos-Equo                              | Con Izquierda Unida (IU) | Con Izquierda Unida (IU) | Con Izquierda Unida (IU) | 5,66  | 786   | 1          | —     | —     | —          | —     | —     | —          | —     | —     | —          |
| Ciudadanos (CS)                           | —                        | —                        | —                        | 7,21  | 1002  | 1          | 3,72  | 548   | 0          | —     | —     | —          | —     | —     | —          |
| Unión de Ciudadanos Independientes (UCIN) | —                        | —                        | —                        | —     | —     | —          | 10,99 | 1620  | 2          | —     | —     | —          | —     | —     | —          |
| Pueblo, Libertad y Justicia (PLJ)         | —                        | —                        | —                        | —     | —     | —          | —     | —     | —          | 14,31 | 2254  | 3          | 8,38  | 1279  | 1          |

## Economía
- La industria alimentaria del municipio comprende la vitivinícola, que es la principal del municipio, mataderos e industrias cárnicas y mecánicas, queserías y distribución de verduras. Los vinos de Valdepeñas pertenecen a la Denominación de Origen Valdepeñas, que fue fundada en 1968, y que produce vinos a toda la mancomunidad.
- Planta de Producción e Investigación de Sistemas de Alta Tecnología Electrónica.
- Pequeñas y medianas industrias situadas en Polígonos Industriales: el polígono del Vino, el polígono empresarial Entrecaminos, el polígono de Cachiporro y el polígono Nª Sra. de la Paz (de iniciativa privada).
- Centro Logístico de Transporte Pesado: aparcamiento de camiones de gran tonelaje.
- Turismo. Ruta del Quijote y Tren del Vino, con oferta hostelera y gastronómica.

## Servicios

### Transporte
Carreteras

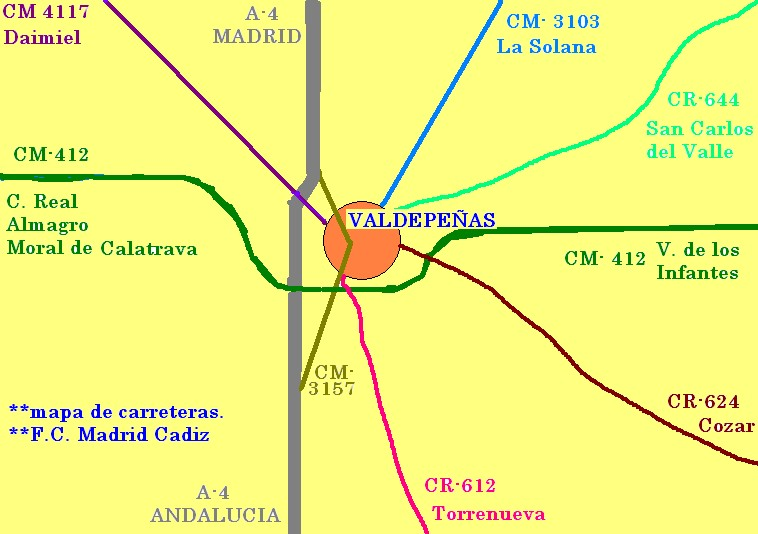
Mapa de carreteras de Valdepeñas

Las principales carreteras del municipio incluyen la A-4/E-5 (autovía del Sur) y la CM-45 (autovía del IV Centenario, en construcción).
Otras carreteras son la CM-412 de Porzuna a Almansa, la CM-4117 a Daimiel, la CM-3103 a La Solana, la CR-644 a San Carlos del Valle, la  CR-624 a Cózar y la CR-612 a Torrenueva.

Ferrocarril

La ciudad de Valdepeñas cuenta con una estación de ferrocarril inaugurada el 21 de abril de 1862.

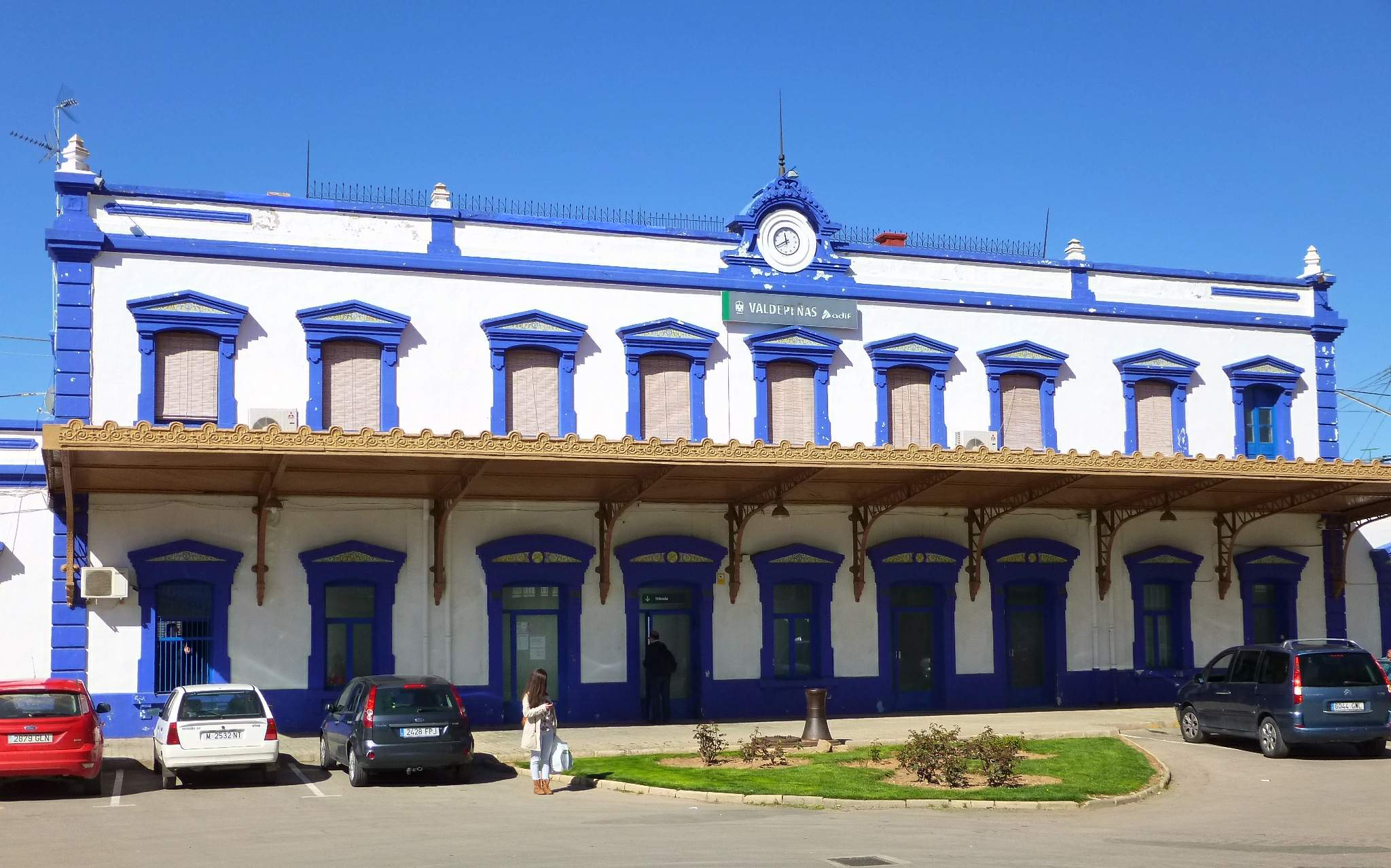
Estación de Valdepeñas

### Red inalámbrica municipal
Valdepeñas es una ciudad pionera en cuanto a las telecomunicaciones ya que cuenta con una red inalámbrica municipal llamada Valdefibra. Esta red resulta muy útil en la ciudad ya que permite la interconexión de las sedes municipales, permite desarrollar iniciativas de acceso a Internet en la calle de manera gratuita y permite ofrecer a los valdepeñeros acceso a Internet inalámbrico desde sus hogares con tarifas reducidas. Actualmente la operadora que explota esta red es Iberfone. También existen bancos Wi-Fi de uso público sin contraseña.

## Cultura

### Deporte
El club deportivo más notorio de la localidad es el Club Deportivo F.S. Ciudad del Vino Valdepeñas, conocido por motivos de patrocinio a partir de la temporada 2018/2019 como Viña Albali Valdepeñas, que en 2018 consiguió el ascenso a Primera División Nacional. Fue subcampeón de liga en la temporada 2019/2020 y finalista de la Copa de España en 2020.

### Fiestas

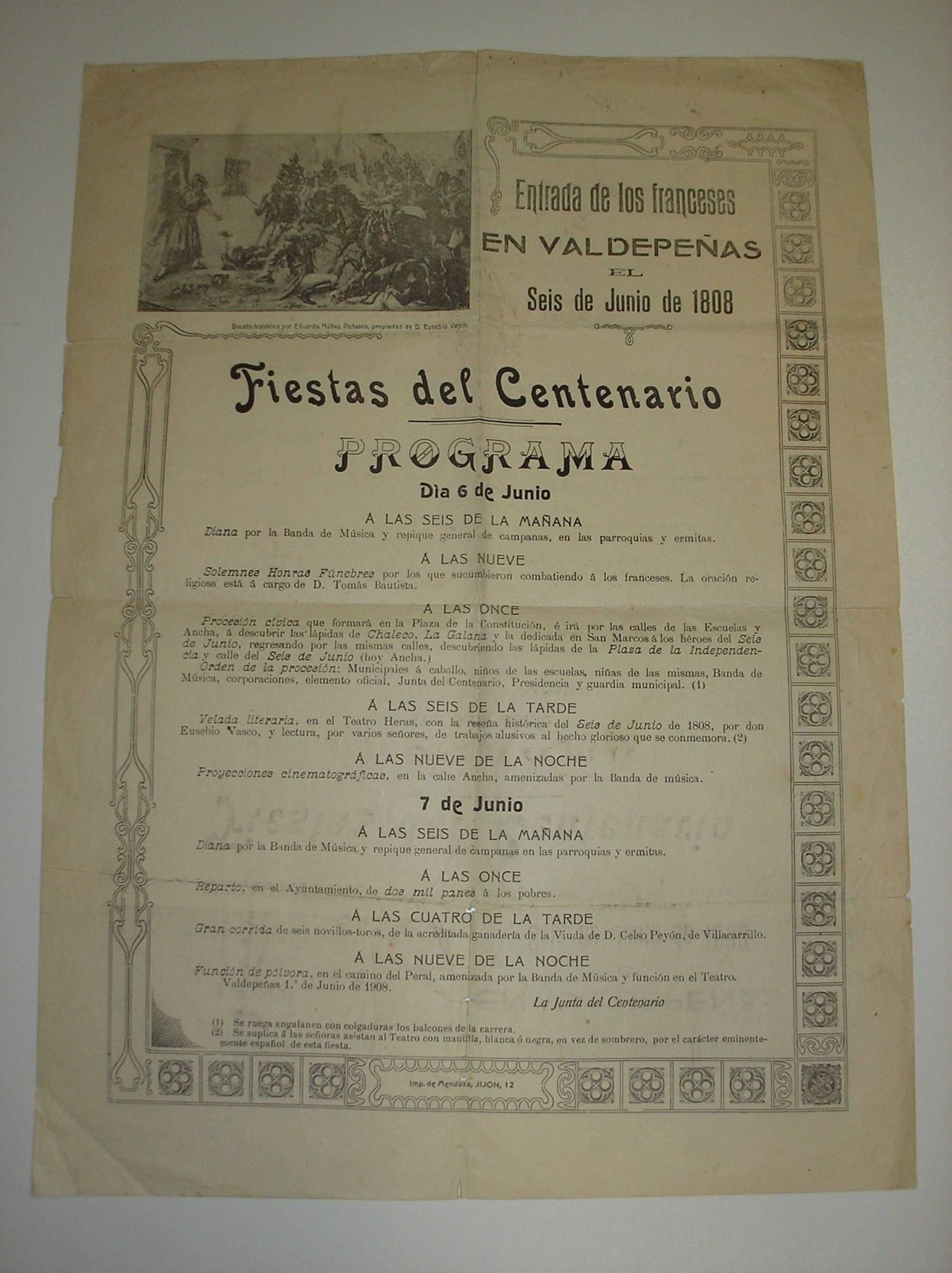
Fiestas del 1.º Centenario 1908

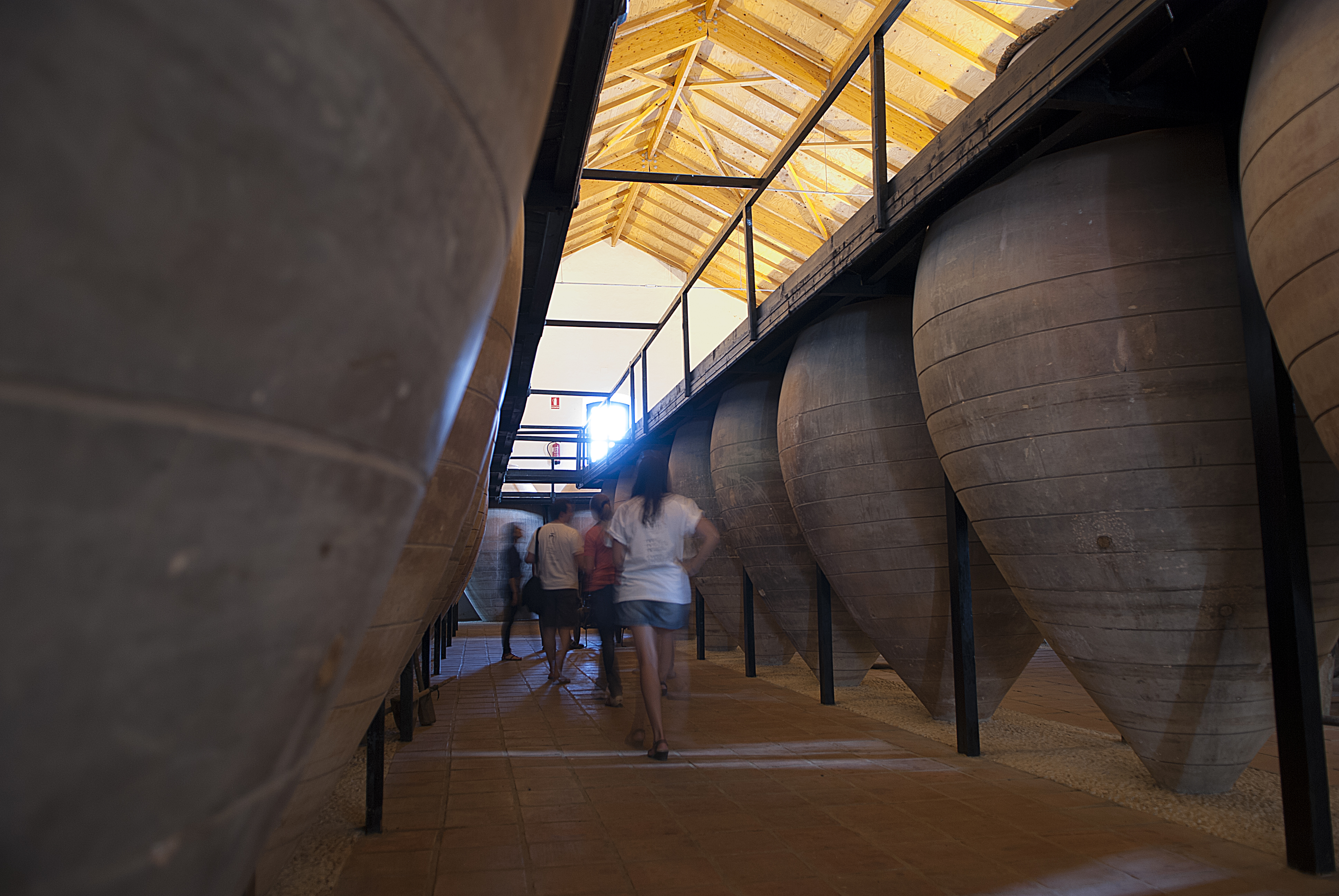
Valdepeñas es miembro del programa cultural Ruta Ñ para el fomento de la cultura y el idioma español. Foto: Estudiantes de español en el Museo del Vino

En la actualidad, en Valdepeñas se celebran anualmente las Fiestas de la Vendimia y el Vino, a principios de septiembre (antes conocidas como "de la Vendimia", y más recientemente denominadas como "del Vino") consideradas de Interés Turístico Nacional. Coincidiendo con estas, tiene lugar desde el año 1940 la Exposición Nacional de Artes Plásticas, decana de cuantos certámenes de Bellas Artes se celebran en España y dotada del premio más cuantioso. Por todo ello obtuvo la ciudad la Medalla de Oro a las Artes en 2001.
Además, se celebra la Feria de Agosto comenzando el 30 o 31 de julio y durando tan solo 3 o 4 días y en cuyos festejos destacan atracciones infantiles y juveniles: como colchonetas elásticas, coches de choque, etc. Además, la feria cuenta con un estacionamiento ferial, así como cafeterías, zonas de restaurante al aire libre y cuenta con un mercadillo medieval que se celebra en la plaza de España todos los años.

### Museos

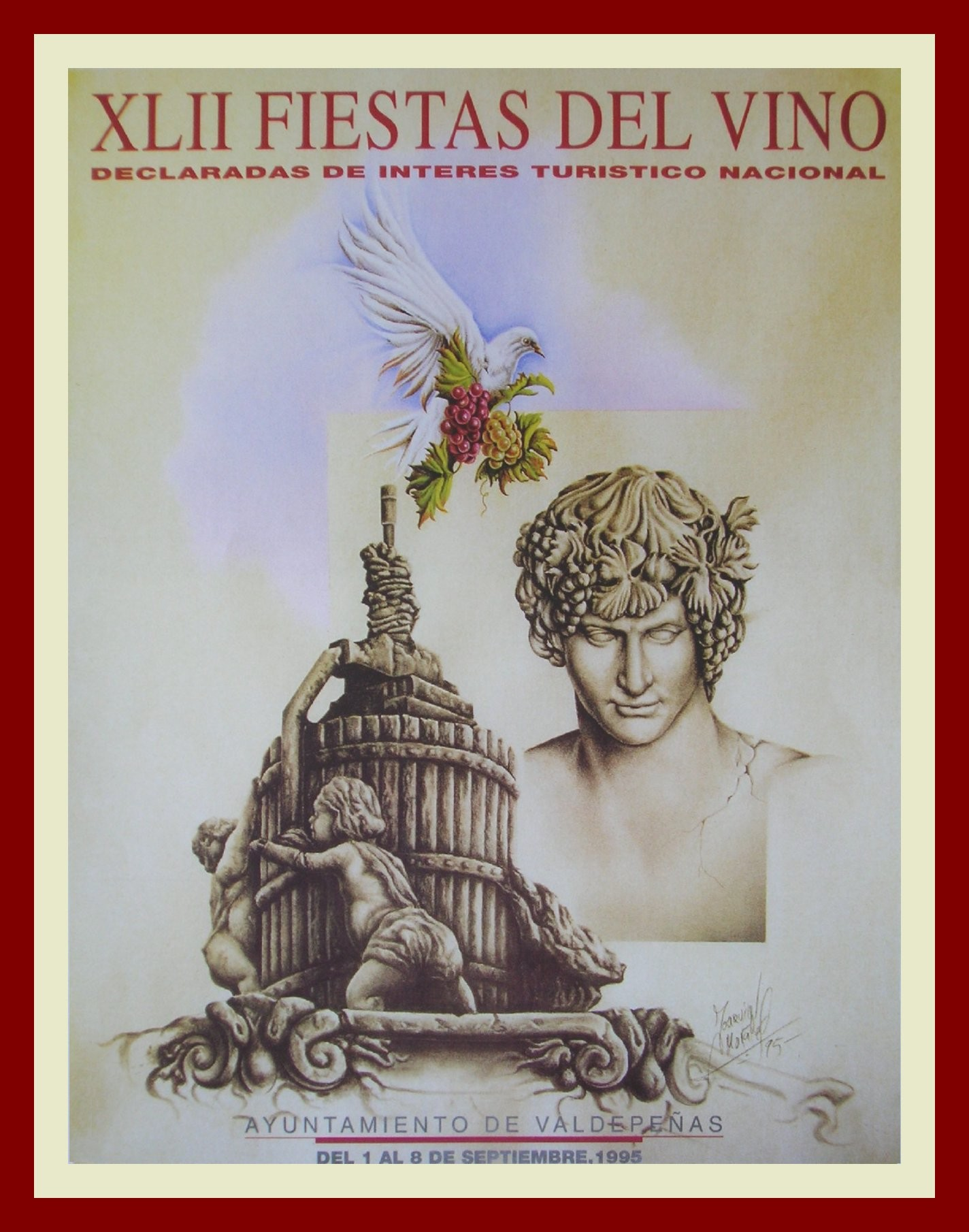
Cartel de la XLII Fiestas del Vino, de Joaquín Morales Molero

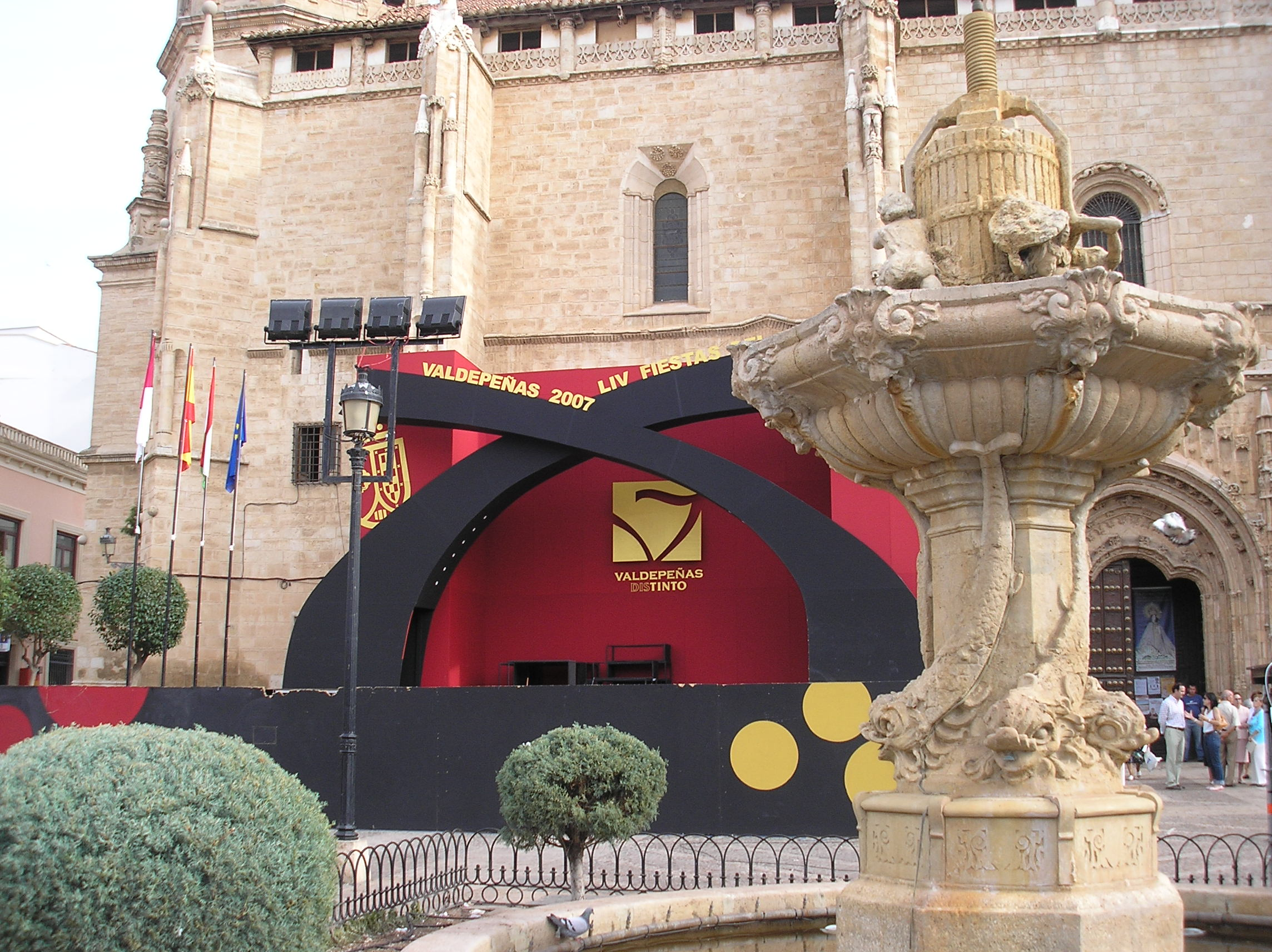
- Fiestas del Vino de 20

Valdepeñas cuenta con varios museos:
- Museo de los Molinos: el molino-museo más grande del mundo.
- Museo Municipal (arte, arqueología)
- Museo Gregorio Prieto, con la más extensa colección de obras del pintor Gregorio Prieto, así como cartas y cuadros de compañeros de la generación del 27 (Alberti, García Lorca...).
- Museo del Vino.
- Yacimiento arqueológico ibérico Cerro de las Cabezas.
- Yacimiento de la villa y bodega romanas de El Peral.
- Bodegas y otros edificios históricos.

### Gastronomía
La gastronomía valdepeñera es la propia de la región de La Mancha: se trata, por lo general, de una cocina de platos sencillos elaborados a partir de productos básicos. La manchega es una cocina austera y sencilla, de origen humilde y pastoril, conocida internacionalmente debido a que algunos de estos platos aparecen en la divulgada obra Don Quijote de La Mancha.
Algunos ejemplos de la localidad de Valdepeñas son:
- Arrope
- Caldereta de cordero
- Duelos y quebrantos
- Gachas manchegas
- Migas manchegas
- Mostillo
- Pipirrana
- Pisto manchego
- Queso manchego
- Sopas vueltas
- Tiznao

Dulces o cochura
Manoletes, españoles, bizcocha, flores manchegas, nuegados (por los Santos), torrijas, mantecados, cortadillos, nochebueno (en Navidad).

### Medios de comunicación
Valdepeñas cuenta con numerosas emisoras de radio que emiten en la zona comarcal y en los pueblos cercanos, además de una cadena de televisión que emite en toda la comarca: TeleValdepeñas. Entre las emisoras que se escuchan en la ciudad, destacan Cadena Dial Valdepeñas, Radio Surco, Onda Cero Valdepeñas o SER Valdepeñas.
La cadena de televisión del municipio, TeleValdepeñas, se fundó en 1998, y desde abril de 2010 emite en DVB-T. Es una cadena generalista que informa de las noticias de la comarca de Valdepeñas y alrededores. Además, emite películas, series, dibujos animados, telediarios, debates, entre otros. Su sede se encuentra en la calle Constitución.
Además, en Valdepeñas, hasta finales de 2009, se recibía Canal Sur debido a un repetidor situado en el Cerro de las Aguzaderas desde el comienzo de emisiones del canal (1989, aproximadamente). En la ciudad se empezó a sintonizar Canal Sur en TDT a finales de 2008 y, finalmente, sobre el invierno de 2009 cesaron las emisiones de Canal Sur en Valdepeñas, siendo repuestas posteriormente y pudiéndose ver a través de la televisión local.

## Ciudades hermanadas
La ciudad de Valdepeñas participa en la iniciativa de hermanamiento de ciudades promovida, entre otras instituciones, por la Unión Europea. A partir de esta iniciativa se han establecido lazos con la ciudad de Coñac (Francia).